# Carrie Neely
Pour les articles homonymes, voir Neely.
Carrie Neely, née le 24 janvier 1876 à Chicago et morte le  29 novembre 1938 à Chicago, est une joueuse de tennis américaine du début du XXe siècle.
En 1907, elle a atteint la finale du simple dames de l'US Women's National Championship, battue par Evelyn Sears. Elle a aussi remporté l'épreuve en double mixte en 1898, puis en double dames à trois occasions (1903, 1905 et 1907).

## Palmarès (partiel)

### Finale en simple dames
| No | Date       | Nom et lieu du tournoi                  | Catégorie | Surface      | Vainqueure   | Score    |          |
| -- | ---------- | --------------------------------------- | --------- | ------------ | ------------ | -------- | -------- |
| 1  | 26/06/1907 | US National Championships, Philadelphie | G. Chelem | Gazon (ext.) | Evelyn Sears | 6-3, 6-2 | Parcours |

### Titres en double dames
| No | Date       | Nom et lieu du tournoi                 | Catégorie | Surface      | Partenaire        | Finalistes                          | Score         |          |
| -- | ---------- | -------------------------------------- | --------- | ------------ | ----------------- | ----------------------------------- | ------------- | -------- |
| 1  | 1903       | Cincinnati tournament Cincinnati       |           | Dur (ext.)   | Winona Closterman | Myrtle McAteer Marie Wimer          | 6-3, 8-6      |          |
| 2  | 24/06/1903 | US National Championships Philadelphie | G. Chelem | Gazon (ext.) | Elisabeth Moore   | Miriam Hall Marion Jones            | 8-6, 6-1, 6-1 | Parcours |
| 3  | 20/06/1905 | US National Championships Philadelphie | G. Chelem | Gazon (ext.) | Helen Homans      | Virginia Maule Marjorie Oberteuffer | 6-0, 6-1      | Parcours |
| 4  | 26/06/1907 | US National Championships Philadelphie | G. Chelem | Gazon (ext.) | Marie Wimer       | Edna Wildey Natalie Widley          | 6-1, 2-6, 6-4 | Parcours |
| 5  | 1915       | Cincinnati tournament Cincinnati       |           | Dur (ext.)   | Molla Bjurstedt   | Ruth Sanders M. M. MacNeill         | 6-1, 6-0      |          |

### Finales en double dames
| No | Date       | Nom et lieu du tournoi                 | Catégorie | Surface      | Vainqueures                         | Partenaire        | Score                   |          |
| -- | ---------- | -------------------------------------- | --------- | ------------ | ----------------------------------- | ----------------- | ----------------------- | -------- |
| 1  | 14/06/1898 | US National Championships Philadelphie | G. Chelem | Gazon (ext.) | Juliette Atkinson Kathleen Atkinson | Marie Wimer       | 6-1, 2-6, 4-6, 6-1, 6-2 | Parcours |
| 2  | 1902       | Cincinnati tournament Cincinnati       |           | Dur (ext.)   | Maud Banks Hallie Champlin          | Winona Closterman | 6-2, 7-5                |          |
| 3  | 1904       | Cincinnati tournament Cincinnati       |           | Dur (ext.)   | Myrtle McAteer Marie Wimer          | Winona Closterman | 6-3, 6-4                |          |
| 4  | 21/06/1904 | US National Championships Philadelphie | G. Chelem | Gazon (ext.) | Miriam Hall May Sutton              | Elisabeth Moore   | 3-6, 6-3, 6-3           | Parcours |
| 5  | 22/06/1908 | US National Championships Philadelphie | G. Chelem | Gazon (ext.) | Evelyn Sears Margaret Curtis        | Miriam Steever    | 6-3, 5-7, 9-7           | Parcours |

### Titre en double mixte
| No | Date       | Nom et lieu du tournoi                 | Catégorie | Surface      | Partenaire   | Finalistes               | Score         |          |
| -- | ---------- | -------------------------------------- | --------- | ------------ | ------------ | ------------------------ | ------------- | -------- |
| 1  | 14/06/1898 | US National Championships Philadelphie | G. Chelem | Gazon (ext.) | Edwin Fisher | Helen Chapman J. A. Hill | 6-2, 6-4, 8-6 | Parcours |

### Finale en double mixte
| No | Date       | Nom et lieu du tournoi                 | Catégorie | Surface      | Vainqueures               | Partenaire    | Score    |          |
| -- | ---------- | -------------------------------------- | --------- | ------------ | ------------------------- | ------------- | -------- | -------- |
| 1  | 24/06/1903 | US National Championships Philadelphie | G. Chelem | Gazon (ext.) | Helen Chapman Harry Allen | W. H. Rowland | 6-4, 7-5 | Parcours |

## Parcours en Grand Chelem (partiel)
Si l’expression « Grand Chelem » désigne classiquement les quatre tournois les plus importants de l’histoire du tennis, elle n'est utilisée pour la première fois qu'en 1933, et n'acquiert la plénitude de son sens que peu à peu à partir des années 1950.

### En simple dames
| Année | - | - | Championnat de France | Championnat de France | Wimbledon | Wimbledon | US National        | US National     |
| 1897  | - | - | -                     | -                     | -         | -         | 1/2 finale         | Edith Kenderine |
| 1898  | - | - | -                     | -                     | -         | -         | 1/2 finale         | Marion Jones    |
| 1899  | - | - | -                     | -                     | -         | -         | 1/2 finale         | Maud Banks      |
| 1901  | - | - | -                     | -                     | -         | -         | 1/4 de finale      | Elisabeth Moore |
| 1902  | - | - | -                     | -                     | -         | -         | All comer's finale | Marion Jones    |
| 1903  | - | - | -                     | -                     | -         | -         | All comer's finale | Elisabeth Moore |
| 1904  | - | - | -                     | -                     | -         | -         | 1/4 de finale      | Helen Homans    |
| 1905  | - | - | -                     | -                     | -         | -         | 1/4 de finale      | Elisabeth Moore |
| 1907  | - | - | -                     | -                     | -         | -         | Finale             | Evelyn Sears    |

À droite du résultat, l’ultime adversaire.

### En double dames
| Année | - | - | Championnat de France | Championnat de France | Wimbledon | Wimbledon | US National                | US National              |
| 1898  | - | - | -                     | -                     | -         | -         | Finale Marie Wimer         | J. Atkinson K. Atkinson  |
| 1899  | - | - | -                     | -                     | -         | -         | 1/4 de finale Marion Jones | Maud Banks E. Rastall    |
| 1902  | - | - | -                     | -                     | -         | -         | 1/2 finale E. Moore        | Maud Banks W. Closterman |
| 1903  | - | - | -                     | -                     | -         | -         | Victoire E. Moore          | Miriam Hall Marion Jones |
| 1904  | - | - | -                     | -                     | -         | -         | Finale E. Moore            | Miriam Hall May Sutton   |
| 1905  | - | - | -                     | -                     | -         | -         | Victoire Helen Homans      | V. Maule Oberteuffer     |
| 1907  | - | - | -                     | -                     | -         | -         | Victoire Marie Wimer       | Edna Wildey N. Widley    |
| 1908  | - | - | -                     | -                     | -         | -         | Finale M. Steever          | Evelyn Sears M. Curtis   |

Sous le résultat, la partenaire ; à droite, l’ultime équipe adverse.

### En double mixte
| Année | - | - | Championnat de France | Championnat de France | Wimbledon | Wimbledon | US National           | US National               |
| 1898  | - | - | -                     | -                     | -         | -         | Victoire Edwin Fisher | Helen Chapman J. A. Hill  |
| 1903  | - | - | -                     | -                     | -         | -         | Finale W. H. Rowland  | Helen Chapman Harry Allen |

Sous le résultat, le partenaire ; à droite, l’ultime équipe adverse.